# Brandon « Brand » Walsh
Brandon « Brand » Walsh est un personnage du film Les Goonies dans lequel il est joué par l'acteur Josh Brolin.

## Histoire
Il est le grand frère de Mikey, avec lequel il se montre très protecteur mais un peu sévère. Il est amoureux de la plus belle fille de son école, Andy Carmichael qui est avec son rival, Troy Perkins, bien que cet amour semble réciproque.
Il découvre avec Mikey et ses amis la carte menant au trésor de Willy le Borgne, mais se fait attacher pour ne pas les empêcher d'y aller. Une fois libéré, il rejoint les Goonies, et essaie à tout prix de les convaincre d'abandonner leur quête du trésor, mais voit qu'ils ne peuvent plus reculer car les Fratelli, un groupe de criminels, se trouvent derrière eux.
Tout au long de cette aventure, il montrera à plusieurs occasions ses sentiments envers Andy, surtout au moment où elle se fait jeter par-dessus bord du navire de Willy le Borgne. Mais à la fin du film, lors des retrouvailles sur la plage, il déclarera son amour à Andy, qui est réciproque depuis le début.